# 야로슬라블역
야로슬라블역(러시아어: Ярославль-Главный)은 러시아 중앙 연방관구 야로슬라블주에 있는 역으로 야로슬라블 도시의 주요 여객 철도역이며, 시베리아 횡단철도의 역이다.
2017년 8월 6일, 야로슬라블 - 리빈스크 철도에 신형 고속열차 '차이카'가 개통되었다. 야로슬라블과 리빈스크 간 고속열차의 소요 시간은 1시간 15분이 걸린다. 2018년 10월 10일, 야로슬라블 지역 문화재 보호과장은 1952년에 건립된 야로슬라블-글라브니 철도역을 검증된 문화유산에 포함시키라는 명령에 서명하였다.

## 구조
여객 선상에는 6개의 여객선(교외선 포함)이 있고, 3개의 고상홈 플랫폼이 있다. 1번 플랫폼은 출입구와 플랫폼, 그리고 지하로 직접 연결되는 통로가 존재한다.